# Vladislav Petković Dis

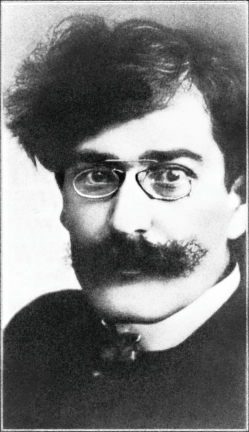
Vladislav Petković Dis

Vladislav Petković Dis (serbisch-kyrillisch Владислав Петковић Дис, geboren am 12. März 1880 in Zablaće bei Čačak; gestorben am 16. Mai 1917 im Ionischen Meer) war ein serbischer Dichter des literarischen Impressionismus.

## Leben
Petković Dis wurde in Zablaće bei Čačak geboren. Obwohl seine schulischen Leistungen bescheiden waren, fing er schon als Gymnasiast an, Gedichte zu schreiben. Nach der Matura arbeitete er als Lehrer in der Nähe von Zaječar, nach zwei Jahren zog er nach Belgrad, wo er den Künstlernamen Dis annahm, der aus der mittleren Silbe seines Vornamens Vladislav entstand. In Belgrad hielt sich Petković Dis nachts oft in Literatencafés auf und war mit Sima Pandurović und Antun Gustav Matoš befreundet. In den Balkankriegen war er Kriegsberichterstatter und im Ersten Weltkrieg kam er über Albanien und Korfu nach Frankreich, bei der Rückkehr nach Griechenland wurde sein Boot im Ionischen Meer torpediert.

## Literarisches Schaffen
Zu Lebzeiten veröffentlichte Petković Dis nur zwei Gedichtbände, was seinem chronischen Geldmangel und den schlechten zeitgenössischen Kritiken geschuldet war. Seine Gedichte stehen unter dem Einfluss des Impressionismus, von den fremdsprachigen Dichtern hat ihn besonders Charles Baudelaire beeinflusst. In die serbische Poesie hat er die dichterische Gestaltung des Irrationalen und Unbewussten eingeführt. Der pessimistische Unterton seiner frühen Gedichte wich einer zunehmend patriotischen Einstellung in seinen späten Werken. Heute wird Petković Dis zu den Klassikern der serbischen Literatur gezählt.

## Werke
- Utopljene duše (Утопљене душе), Gedichtband aus dem Jahre 1911[8]
- Mi čekamo cara (Ми чекамо цара), Gedichtband aus dem Jahre 1913[9]